# Wasserkraft

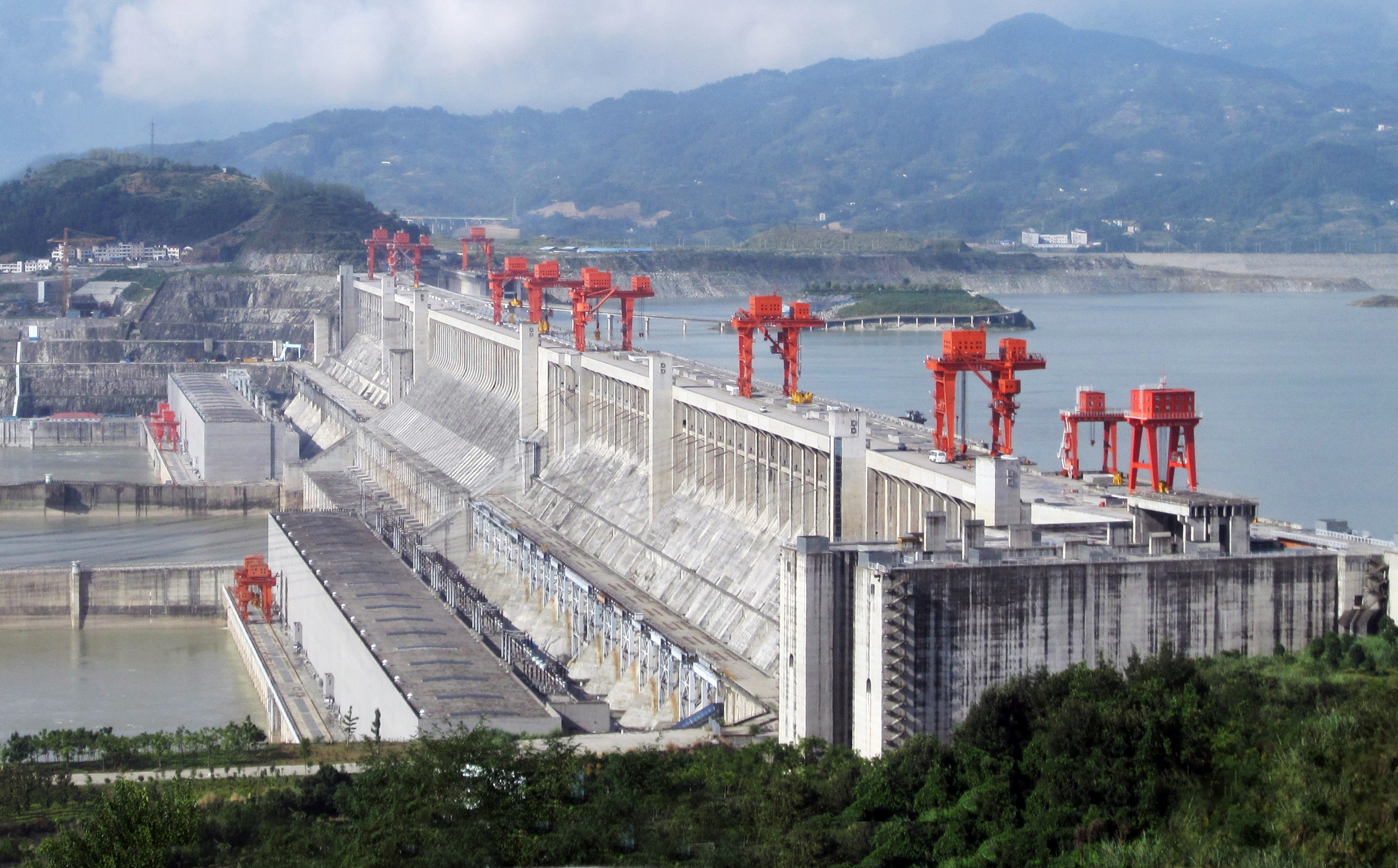
Drei-Schluchten-Talsperre in China

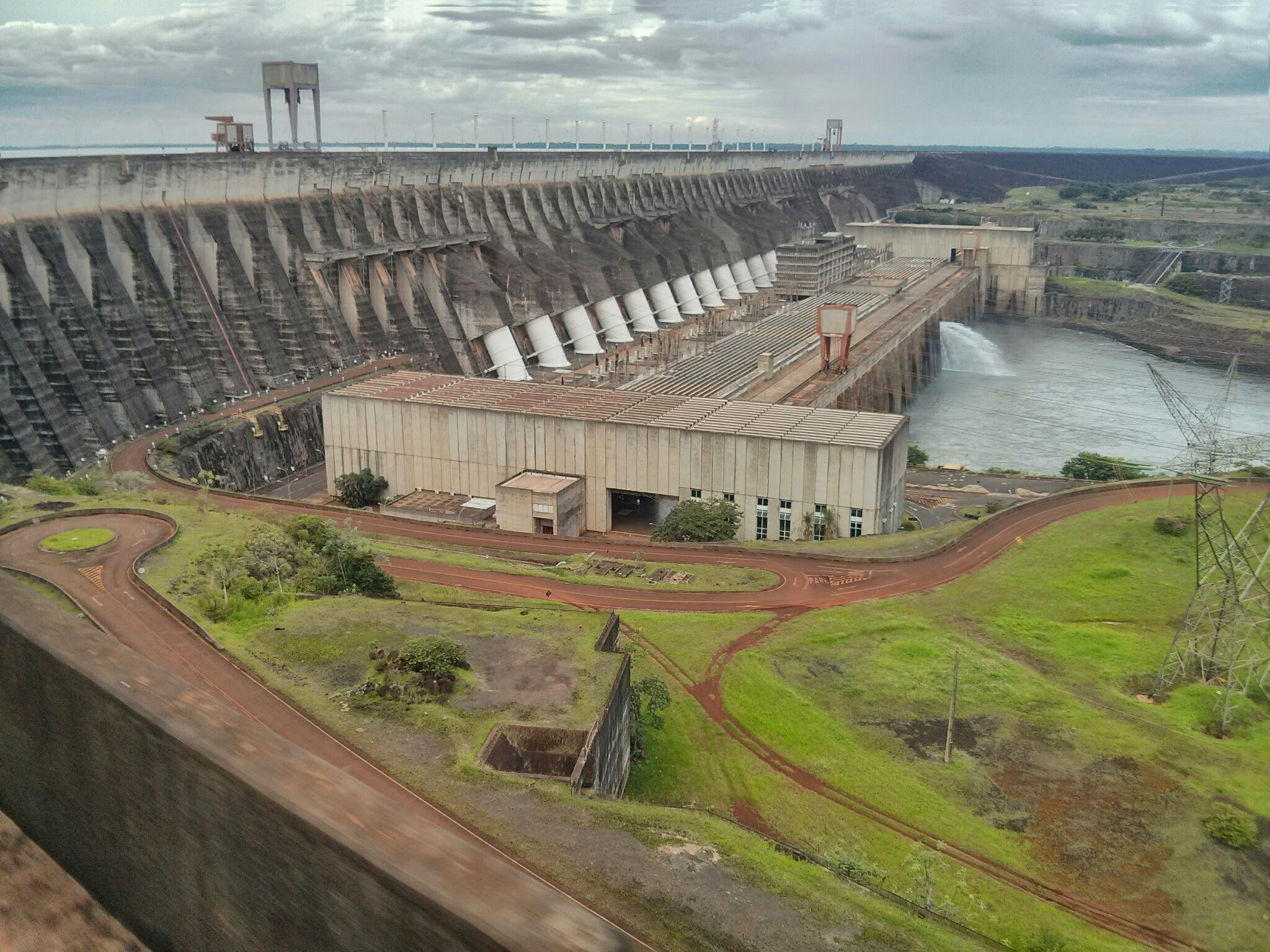
Das Itaipu-Kraftwerk am Rio Paraná in der Grenzregion Brasilien-Paraguay

Wasserkraft (auch: Hydroenergie) ist eine regenerative Energiequelle. Der Begriff bezeichnet die Umsetzung potenzieller oder kinetischer Energie des Wassers mittels einer Wasserkraftmaschine in mechanische Arbeit.
Bis zum Anfang des 20. Jahrhunderts wurde Wasserkraft hauptsächlich in Mühlen genutzt. Heute wird fast immer elektrischer Strom mit Hilfe von Generatoren erzeugt. 2024 lieferten Wasserkraftwerke weltweit 4416 TWh, was einem Anteil von 14,3 % an der weltweiten Stromerzeugung entspricht. Damit war Wasserkraft nach der Verstromung von Kohle (34,4 %) und Erdgas (22 %) und vor Kernenergie (9 %), Windenergie (8,1 %) und Photovoltaik (6,9 %) die drittbedeutendste Form der Stromproduktion.

## Geschichte

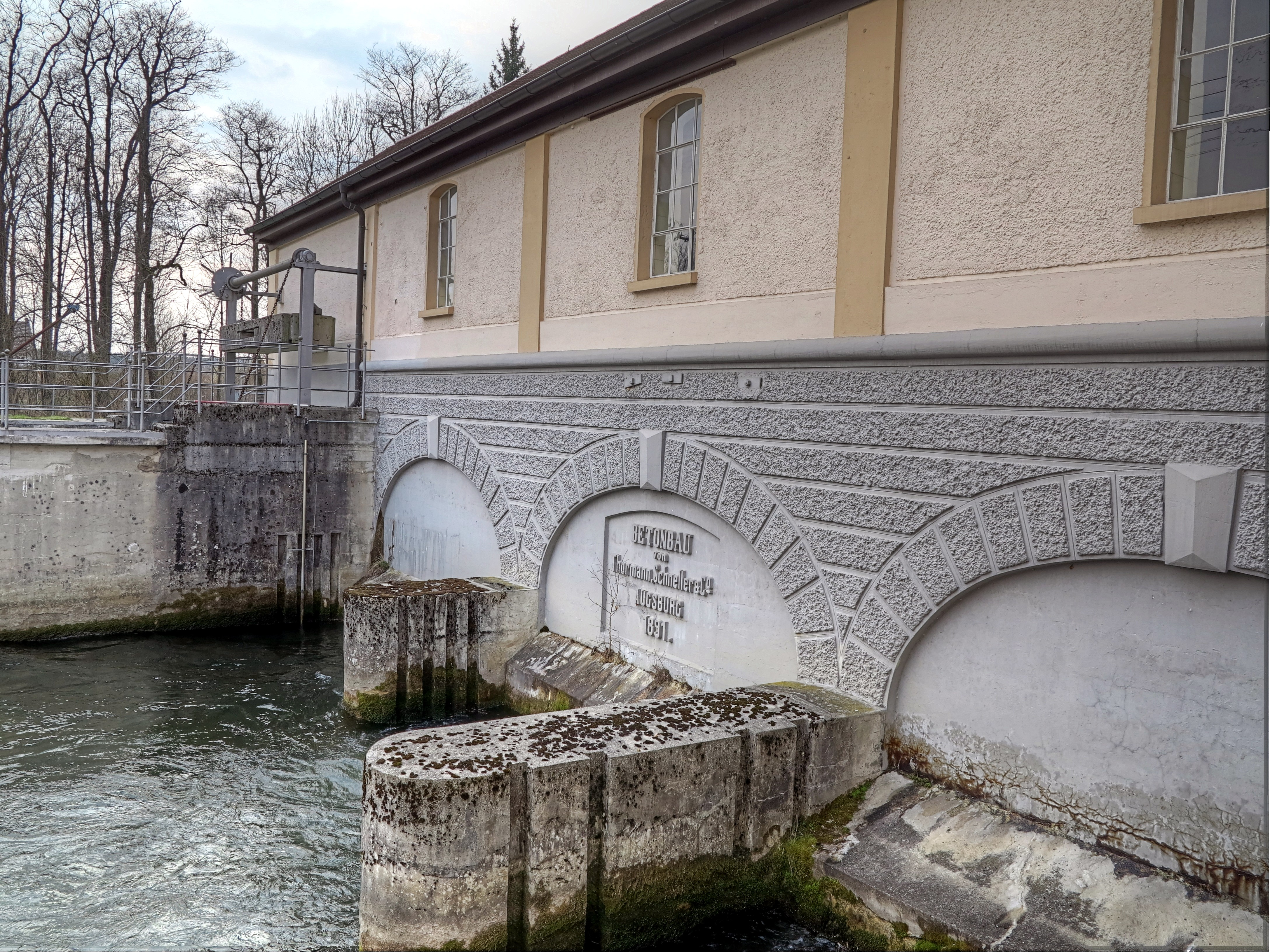
Laufwasserkraftwerk von 1892 an der Amper in Schöngeising

Die Geschichte der Wasserkraft geht weit zurück. Historiker vermuten, dass sie in China bereits vor 5000 Jahren genutzt wurde. Weitere alte Kulturen am Nil, Euphrat und Tigris und am Indus haben vor 3500 Jahren die ersten, durch Wasserkraft angetriebenen Maschinen in Form von Wasserschöpfrädern zur Bewässerung von Feldern eingesetzt. Zu Zeiten der Römer und Griechen wurde Wasser dann als Antriebsmittel für Arbeitsmaschinen in vielfältiger Art und Weise genutzt. Etwa im 2. Jahrhundert v. Chr. wurde die Archimedische Schraube erfunden, die bis heute genutzt wird.
Ab dem 9. Jahrhundert n. Chr. wurde das unterschlächtige Wasserrad eingesetzt. Fünf Jahrhunderte später wurde das oberschlächtige Wasserrad erfunden. Hier wird neben der Bewegungsenergie des Wassers auch seine potentielle Energie genutzt.
1767 stellte der englische Bauingenieur John Smeaton das erste Wasserrad aus Gusseisen her, was eine wesentliche Voraussetzung für die Industrielle Revolution war, da es durch seine enorm höhere Belastbarkeit größere Leistungen ermöglichte. Das um 1826 erfundene unterschlächtige Wasserrad mit krummen Schaufeln hat etwa den doppelten Wirkungsgrad wie unterschlächtige Wasserräder mit geraden Schaufeln. All diese Verbesserungen trugen zur Mechanisierung, zur Industrialisierung und zum wirtschaftlichen Aufschwung bei.
Ende des 18. Jahrhunderts gab es in Europa etwa 500.000 bis 600.000 Wassermühlen, die (Getreide)-Mühlen und andere Arbeitsmaschinen antrieben. Die durchschnittliche Leistung dieser Mühlen betrug zwischen 3 und 5 kW, die größten Anlagen hatten bis über 40 kW.
1842 entwickelte der französische Ingenieur Benoît Fourneyron den Vorläufer einer Francis-Wasserturbine. Mit dieser Technik konnten größere Wassermengen und höhere Gefälle ausgenutzt werden, was zu einer Steigerung der Leistungsfähigkeit im Vergleich zu Wasserrädern führte. Als Werner von Siemens 1866 den elektrodynamischen Generator erfand, wurde die Umwandlung von Wasserkraft in elektrischen Strom möglich.
1880 wurde das erste Wasserkraftwerk im englischen Northumberland in Betrieb genommen, um das Landhaus Cragside mit Strom zu versorgen. Am 30. September 1882 eröffnete das Wasserkraftwerk am Fox River in Appleton (Wisconsin). Im August 1895 begann an den Niagarafällen das erste Großkraftwerk der Welt, Edward Dean Adams Power Plant, die Stromproduktion. Der Holzstoff-Fabrikant Konrad Fischer ließ die Elektricitäts-Werke Reichenhall bauen; es nahm am 15. Mai 1890 den Betrieb auf. Es gilt als das erste Wechselstrom-Kraftwerk in Deutschland und das erste E-Werk in Bayern.
1902 fand in Grenoble – 1914 und 1925 zusätzlich mit Ausstellung, dann in Lyon und wieder in Grenoble – der Congrès de la houille blanche statt. Die Bezeichnung „Weiße Kohle“ verdeutlicht die Bedeutung, die man dieser Energiequelle beimaß. Der Begriff leitet sich ab vom Wasser der Bergregionen, das oft weiß-schäumend zu Tal fließt. Einen wesentlichen Schub erhielt die Wasserkraft mit der Elektrifizierung der Eisenbahnstrecken. Elektrolokomotiven haben schon beim Anfahren das volle Drehmoment; bei Dampflokomotiven nimmt es mit wachsender Geschwindigkeit zu. Außerdem können E-Lokomotiven bei Bergabfahrt oder beim Bremsen kinetische Energie rekuperativ in elektrischen Strom verwandeln. Gerade in den Bergregionen, wo Wasserkraft ortsnah vorhanden ist, bauten Eisenbahngesellschaften Kraftwerke. Die Elektrizität ist auch „die kleine Schwester der Eisenbahn“ genannt worden.
Die aktuelle Entwicklung im Bereich der Strömungskraftwerke verzeichnet deutliche Fortschritte, die sich in der erfolgreichen Installation erster Turbinenanlagen zeigen. Diese Technologien stellen keine Gefahr für Fischpopulationen dar und erfordern weder Aufstaukonstruktionen noch umfangreiche Betonbauten.

## Nutzung

### Weltweit
Wasserkraft verfügt über ein großes Potential zur Stromerzeugung, wobei die jeweiligen Potentiale abhängig von Niederschlagsmengen und topographischen bzw. geographischen Verhältnissen regional sehr stark schwanken. Das technisch nutzbare Potential wird auf ca. 26.000 TWh pro Jahr geschätzt, von denen 21.000 TWh auch unter ökonomischen Gesichtspunkten genutzt werden könnten. Das tatsächlich erschließbare Potential liegt bei ca. 16.000 TWh, was etwa dem weltweiten Strombedarf des Jahres 2005 entspricht.
Im Jahr 2020 waren weltweit Wasserkraftwerke mit einer kumulierten Leistung von zusammen rund 1330 GW installiert, die rund 4300 TWh elektrischer Energie produzierten. Damit lieferte die Wasserkraft 16,0 % des Weltbedarfes an elektrischer Energie und rund 58 % der gesamten Stromerzeugung aus erneuerbaren Quellen, die 27,8 % des Weltstrombedarfes deckten. Dies entspricht etwas mehr als der 1,6-fachen Produktion der Kernkraftwerke, die 2020 2.700 TWh lieferten. Rund 60 % der weltweiten Erzeugung findet in den fünf Staaten China, Brasilien, Kanada, USA und Russland statt. 2014 wurde davon ausgegangen, dass global betrachtet im nächsten Jahrzehnt etwa 180 GW an Wasserkraftleistung zugebaut werden, hauptsächlich in China, der Türkei, Brasilien und Indien.
| Land                | Jährliche Produktion (TWh) | Installierte Kapazität (GW) | Kapazitäts- faktor | Anteil an gesamter Stromproduktion in jenem Land in % |
| ------------------- | -------------------------- | --------------------------- | ------------------ | ----------------------------------------------------- |
| Volksrepublik China | 1322,0                     | 370,2                       | 0,41               | 16,99                                                 |
| Brasilien           | 396,8                      | 109,3                       | 0,41               | 63,99                                                 |
| Kanada              | 384,7                      | 82,0                        | 0,54               | 59,75                                                 |
| Vereinigte Staaten  | 288,7                      | 102,0                       | 0,32               | 6,73                                                  |
| Russland            | 212,4                      | 49,9                        | 0,49               | 19,57                                                 |
| Indien              | 163,6                      | 50,5                        | 0,37               | 10,48                                                 |
| Norwegen            | 141,0                      | 33,0                        | 0,49               | 91,25                                                 |
| Türkei              | 78,1                       | 31,0                        | 0,29               | 25,56                                                 |
| Japan               | 77,5                       | 49,9                        | 0,18               | 7,72                                                  |
| Schweden            | 73,3                       | 16,5                        | 0,51               | 43,36                                                 |

### Europa
In Deutschland waren Ende des Jahres 2006 7.300 Anlagen aktiv und leisteten 2007 zur gesamten Stromerzeugung einen Beitrag von 3,4 %. In Österreich sind es ca. 56,6 % und in der Schweiz ca. 52,2 %. In Deutschland decken Wasserkraftwerke derzeit ca. 4 % des deutschen Strombedarfs; 1950 waren es noch ca. 20 % gewesen. Ursächlich für diesen Rückgang war der seit 1950 stark gestiegene Stromverbrauch, weshalb der relative Beitrag der Wasserkraft im genannten Zeitraum trotz des Neubaus von Wasserkraftwerken absank.
Unter den Mitgliedstaaten der Europäischen Union tragen Schweden, Italien und Frankreich am meisten mit Energie aus Wasserkraft bei: Im Jahre 2011 lieferte Schweden 66 TWh, an zweiter Stelle standen Italien und Frankreich mit jeweils rund 45 TWh.
Da Wasserkraftanlagen regelbar sind und damit leicht dem Strombedarf angepasst werden können, können sie eine wichtige Ergänzung für andere nicht grundlastfähige erneuerbare Energien wie Windkraft- und Photovoltaikanlagen darstellen.
| Land               | Stromerzeugung (GWh, 2013) | Stromerzeugung aus Wasserkraft (GWh, 2013) | Anteil in % (2013) | Wasserkraftpotential (Schätzung 1950) (Sommer/Winter) | Wasserkraftpotential (Schätzung 1950) (Sommer/Winter) |
| ------------------ | -------------------------- | ------------------------------------------ | ------------------ | ----------------------------------------------------- | ----------------------------------------------------- |
| Belgien            | 81900                      | 380                                        | 0,5                | –                                                     | –                                                     |
| Bulgarien          | 27500                      | 4080                                       | 14,8               | 2000                                                  | 2000                                                  |
| Dänemark           | 31200                      | 13                                         | 0                  | –                                                     | –                                                     |
| Deutschland        | 518100                     | 22998                                      | 4,4                | 20000                                                 | 20000                                                 |
| Finnland           | 79800                      | 12838                                      | 16,1               | 10000                                                 | 10000                                                 |
| Frankreich         | 439200                     | 70489                                      | 16,0               | 40000                                                 | 40000                                                 |
| Großbritannien     | 317500                     | 4699                                       | 1,5                | 3000                                                  | 3000                                                  |
| Irland             | 24400                      | 578                                        | 2,4                | 1000                                                  | 1000                                                  |
| Italien            | 287400                     | 52773                                      | 18,4               | 40000                                                 | 40000                                                 |
| (Jugoslawien)      | 61400                      | 24637                                      | 40,1               | 8000                                                  | 8000                                                  |
| Slowenien          | 12600                      | 4849                                       | 38,5               |                                                       |                                                       |
| Kroatien           | 15100                      | 8001                                       | 53,0               |                                                       |                                                       |
| Serbien            | 26900                      | 10203                                      | 37,9               |                                                       |                                                       |
| Makedonien         | 6800                       | 1584                                       | 23,3               |                                                       |                                                       |
| Niederlande        | 106200                     | 114                                        | 0,1                | –                                                     | –                                                     |
| Norwegen           | 109300                     | 128477                                     | 117,5              | 80000                                                 | 80000                                                 |
| Österreich         | 62900                      | 41977                                      | 66,7               | 35000                                                 | 30000                                                 |
| Polen              | 124100                     | 2439                                       | 2,0                | 5000                                                  | 5000                                                  |
| Portugal           | 45300                      | 13730                                      | 30,3               | 1000                                                  | 1000                                                  |
| Rumänien           | 40300                      | 14957                                      | 37,1               | 3000                                                  | 3000                                                  |
| Schweden           | 125000                     | 61361                                      | 49,1               | 65000                                                 | 65000                                                 |
| Schweiz            | 69633                      | 39308                                      | 56,4               | 10000                                                 | 7000                                                  |
| Spanien            | 231700                     | 36780                                      | 15,9               | 30000                                                 | 30000                                                 |
| (Tschechoslowakei) | 116600                     | 7796                                       | 6,7                | 6000                                                  | 6000                                                  |
| Tschechien         | 56700                      | 2734                                       | 4,8                |                                                       |                                                       |
| Slowakei           | 25100                      | 4849                                       | 19,3               |                                                       |                                                       |
| Ungarn             | 34800                      | 213                                        | 0,6                | 1000                                                  | 1000                                                  |

## Wasserkraftwerke

### Klassifizierung
Es gibt eine Vielzahl verschiedener Typen von Wasserkraftanlagen. Ihre Einteilung ist nicht immer ganz eindeutig und kann nach unterschiedlichen Aspekten erfolgen. Man kann folgende Einteilungen vornehmen:
| Betrachtungsweise     | Klassifizierung |
| Nutzfallhöhe          | Niederdruckanlage (Fallhöhe < 15 m) Mitteldruckanlage (Fallhöhe < 50 m) Hochdruckanlage (Fallhöhe > 50 m)                       |
| Energiewirtschaft     | Grundlastkraftwerk Mittellastkraftwerk Spitzenlastkraftwerk                                                                     |
| Installierte Leistung | Kleinwasserkraftanlagen (< 1 MW) mittelgroße Wasserkraftanlagen (< 100 MW) Großwasserkraftanlagen (> 100 MW)                    |
| Topographie           | Oberlauf (Speicherkraftwerk) Mittellauf (Laufwasser- und Speicherkraftwerk) Unterlauf (Flusskraftwerk) Meer (Gezeitenkraftwerk) |
| Betriebsweise         | Inselbetrieb Verbundbetrieb |
| Medium                | Gewässer Trinkwasser anderes Pipeline-Medium (Öl: TAL)                                                                          |

### Anlagentypen
- Laufwasserkraftwerk
- Speicherkraftwerk und Pumpspeicherkraftwerk
- Wellenkraftwerk
- Gezeitenkraftwerk
- Gradientenkraftwerk (Osmosekraftwerk und Meereswärmekraftwerk)
- Strömungskraftwerk

## Turbinen

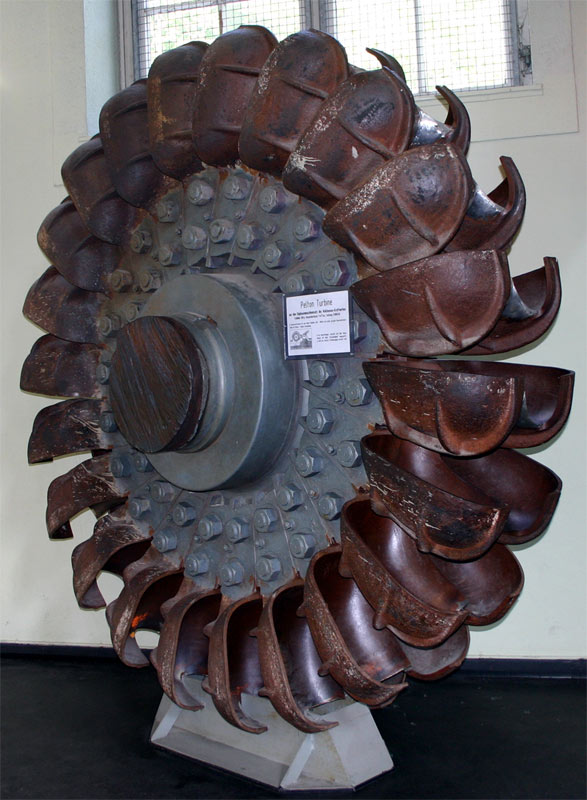
Laufrad einer Pelton-Turbine

### Klassifizierung
Wie auch bei den Kraftwerkstypen, können Turbinen nach verschiedenen Aspekten differenziert werden: Nach der Beaufschlagung (teil- oder vollbeaufschlagt), der Radform (radial, diagonal, axial), der Bauweise (senkrecht oder waagerecht zur Wellenlage) sowie der Wirkungsweise, welche das wohl gebräuchlichste Unterscheidungsmerkmal darstellt. Demnach gibt es Gleichdruckturbinen und Überdruckturbinen.

### Typen
- Pelton-Turbine/Freistrahlturbine
- Durchströmturbine/Ossbergerturbine
- Francis-Turbine
- Kaplan-Turbine
- Jonval-Turbine
- Wasserrad

Je nach Turbinentyp und Betriebspunkt besteht die Gefahr von Schäden durch Kavitation.

## Allgemeine Grundlagen

### Energetisch
Energie tritt in verschiedenen Formen auf. Unter Berücksichtigung der Gesetze der Thermodynamik kann Energie in Arbeit umgewandelt werden. Für die Wasserkraftnutzung sind kinetische Energie und die potenzielle Energie entscheidend. Wasser über dem Meeresspiegel besitzt potenzielle Energie und erfährt durch die Schwerkraft eine Beschleunigung, wodurch ein Teil der Anfangsenergie automatisch in kinetische Energie umgewandelt wird. Diese fluidmechanische Energie wird in Wasserkraftanlagen durch Turbinen in mechanische Energie (Rotationsenergie) umgewandelt und letztlich durch Generatoren in elektrischen Strom transformiert.
Um die maximal transformierbare Energie zu bestimmen, muss eine Berechnung nach der erweiterten Bernoulli-Gleichung erfolgen, bei der sämtliche Verluste durch Turbulenzen oder durch Reibung an Anlagenteilen berücksichtigt werden. Verluste bei der Energieumwandlung entweichen in Form von Wärme- oder Schallenergie.
Die Leistung, auch Energiefluss bezeichnet, wird von der Fallhöhe des Wassers, der Menge des Wassers, der Dichte des Wassers und vom Wirkungsgrad der Anlage beeinflusst, wobei der Gesamtwirkungsgrad sämtliche Verluste der Turbinen und des Generators beinhaltet. Für Wasserkraftanlagen liegt der Gesamtwirkungsgrad bei 80 % oder höher. Im Vergleich zu anderen Kraftwerkstypen ist dieser Wert der größte. Nach energiewirtschaftlichen Gesichtspunkten zählt Wasserkraft zur Primärenergie, da sie direkt aus einer natürlichen Energiequelle stammt.

### Hydrologisch
Hydrologisch hat für die Wasserkraft der Wasserkreislauf große Bedeutung. Er beschreibt die Bewegungen des Wassers auf regionaler und globaler Ebene. Angetrieben durch die Strahlungsenergie der Sonne durchläuft das Wasser verschiedene Aggregatzustände. Im Prinzip funktioniert der Kreislauf wie folgt: Wasser verdunstet aus Oberflächengewässern (Meere, Seen, Flüsse) und steigt in Form von Wasserdampf in die Atmosphäre auf. Dort kondensiert es, worauf es vorwiegend als Regen oder Schneefall wieder auf die Erdoberfläche gelangt. Durch topographische Bedingungen entstehen Einzugsgebiete, in denen der Niederschlag Flüsse mit Wasser anreichert.
Die von einem Fluss geführte Menge Wasser unterliegt starken Schwankungen, verursacht vor allem durch jahreszeitliche Niederschlagsschwankungen und durch klimatische und meteorologische Verhältnisse. Der Abfluss ist ein sehr wichtiger Parameter für die Bemessung von Wasserkraftanlagen. Vor allem sind Extremwerte zu berücksichtigen, damit z. B. bei Hochwasser keine Schäden entstehen. Möglichst langjährige Messungen über den Abfluss eines Einzugsgebietes helfen dabei. Nützlich dafür sind neben der Ganglinie eines Flusses die Abflussdauerlinie, die Summenlinie und die Fülllinie, die alle in einem Abfluss-Tage-Diagramm beschrieben werden.
- Die Ganglinie, Ausgangspunkt für hydrologische Abflussuntersuchungen, gibt für Zeitintervalle (z. B. Tage, Stunden) die entsprechende Abflussmenge an.
- Die Dauerlinie ist nach ihren Abflusswerten geordnet und gibt somit an, an wie vielen Tagen eines Jahres ein bestimmter Abflusswert überschritten bzw. unterschritten wird.
- Die Summenlinie ist für die Bemessung von Wasserkraftanlagen mit Speicher von Bedeutung. Sie entsteht durch Aufsummieren der Ganglinie über die Zeit.
- Um bei Hochwasserereignissen den Abfluss beschreiben zu können, wird die Fülllinie verwendet. Existieren nicht genug Daten für einen bestimmten zu prüfenden Standort, können statistische Verfahren zur Erhebung der Daten angewandt werden. Aus der Kenntnis über die Abflussdaten, den Typ des geplanten Kraftwerks, die Turbinenwahl und weitere geplante Nutzungen des Wassers, wie Schifffahrt oder ökologisch bedingte Mindestwasserabgabe, kann der, für das bestimmte Kraftwerk, ausgelegte Ausbaudurchfluss bestimmt werden. Bei ihm soll, mit gleichzeitig günstigem Wirkungsgrad, die Leistung maximal werden. Je nach Kraftwerksgröße wird der Ausbaudurchfluss so ausgelegt, dass er an etwa 100 Tagen im Jahr überschritten wird.

Ob eine Wasserkraftanlage rentabel ist, ergibt sich aus den Kosten, den Mengen und den dafür erzielbaren Strompreisen (siehe auch Kosten-Nutzen-Verhältnis).

### Rechtliches
In Deutschland beschäftigen sich das Wasserhaushaltsgesetz (WHG), das Gesetz über die Umweltverträglichkeitsprüfung (UVPG) und das Erneuerbare-Energien-Gesetz (EEG) mit Wasserkraft.

### Ökonomie
Die Kosten für eine Wasserkraftanlage setzen sich aus den Anlagen- und den Betriebskosten zusammen. Die Anlagenkosten, auch Investitionskosten genannt, setzen sich wiederum aus allen Ausgaben für den Bau der Anlage zusammen. Im Gegensatz zu Verbrennungskraftwerken müssen bei der Energiegewinnung aus Wasserkraft keine oder nur geringe finanzielle Mittel für die jeweilige Ressource gezahlt werden, da sie fast unbegrenzt zur Verfügung steht. Das bedeutet, dass die Betriebskosten – mit Ausnahme von Pumpspeicherkraftwerken – bei voll funktionsfähigen Wasserkraftwerken sehr gering im Vergleich zu den Anlagenkosten ausfallen.
Die Frage der Wirtschaftlichkeit richtet sich danach, in welchem Verhältnis die Anlagen- und Betriebskosten zum Rohertrag stehen. Insgesamt kann man sagen, dass die entscheidenden Faktoren die Anlagenkosten und die Ausnutzungsdauer sind. Wasserkraft ist für die Energiewirtschaft zumeist grundlastfähig. Es kann also in diesen Fällen fast ständig Strom produziert werden, wodurch eine Gewinnkalkulation mit dem im EEG festgelegten Vergütungssätzen durchgeführt werden kann. Grundsätzlich gilt, dass Wasserkraftwerke in der Regel sehr lange Betriebsdauern aufweisen und sich über die Laufzeit sehr gut amortisieren.

## Wasserkraftnutzung und Ökologie
Obwohl die Nutzung von Wasserkraft zur Energiegewinnung meist als besonders ökologisch anerkannt wird, sind mit ihr teilweise erhebliche Eingriffe in die Natur und Landschaft verbunden. So wurde eines der bedeutendsten Naturdenkmale am Rhein, der Kleine Laufen bei Laufenburg für das erste stromquerende Kraftwerk am Rhein gesprengt. Das Kraftwerk ging 1914 in Betrieb. Auch für den Rheinfall von Schaffhausen (auch Großer Laufen) wurden ab 1887 mehrfach Anstrengungen unternommen, die ungenutzt zu Tale stürzenden Wassermassen der Energiegewinnung zuzuführen; Bedenken wegen des Eingriffs in das Landschaftsbild verhinderten die Umsetzung bis heute. Ein aktuelles Beispiel, bei dem die Energiegewinnung durch Wasserkraft gleichzeitig ein gravierender Eingriff in ein Ökosystem bedeutet, ist der Drei-Schluchten-Damm am Jangtsekiang in China.
Die für die europäischen Staaten geltende Europäische Wasserrahmenrichtlinie (WRRL) definiert die Verträglichkeit von Eingriffen in heimische Fließgewässer. Neben dem Beibehalt bzw. der Verbesserung der chemisch-biologischen Güte dieser aquatischen Lebensräume widmet sich die WRRL gezielt den morphologischen Parametern. Als Zielzustand wurden der gute ökologische Zustand bzw. das gute ökologische Potential definiert, das bis spätestens 2027 erreicht sein soll. Dies wirkt sich maßgeblich auf die Definition des ausbaufähigen Wasserkraftpotentials aus. So ist die Wasserkraftnutzung nur noch unter Berücksichtigung sämtlicher ökologischer Parameter möglich, unter anderem unter Gewährleistung einer ausreichenden Restwassermenge im Gewässer. Wasserkraftprojekte können nur unter Einhaltung dieser ökologischen Vorgaben umgesetzt werden. Diese Forderungen schaffen ein Spannungsfeld zwischen Energiewirtschaft und Ökologie, da bestehende Anlagen technisch auf die bewilligte Einzugswassermenge abgestimmt sind und Restwasservorschreibungen mit entsprechenden energetischen und wirtschaftlichen Einbußen einhergehen. Auch ist die Herstellung der Durchgängigkeit an bestehenden Standorten mit hohen Investitionskosten verbunden und verursacht, v. a. in der Kleinwasserkraft, oftmals wirtschaftlich kritische Situationen.

### Vor- und Nachteile der Wasserkraft
In Stauseen entstehen Gase wie CO2 und Methan (mit 25-fachem Treibhauspotenzial wie CO2). Die Menge hängt insbesondere vom Bewuchs vor der Stauung ab sowie dem Alter des Sees, sie ist vom Zeitpunkt der Flutung an abnehmend. Pro Jahr werden durch die Wasserkraftnutzung weltweit ca. 48 Millionen Tonnen Kohlenstoff in Form von Kohlenstoffdioxid und 3 Millionen Tonnen Kohlenstoff in Form von Methan freigesetzt. Dies sind geringe Mengen verglichen mit den gesamten durch menschliche Nutzung verursachten jährlichen Kohlenstoffemissionen (ca. 10 Mrd. Tonnen Kohlenstoff in CO2 und 400 Mio. Tonnen Kohlenstoff in Methan), womit Wasserkraftwerke global keine große Rolle als Kohlenstoffemittenten spielen. Unter bestimmten Voraussetzungen können in einigen Regionen, zum Beispiel den Tropen, jedoch nennenswerte Mengen Kohlenstoff freigesetzt werden. Andererseits können die großen Wasserflächen durch die Verdunstung (Effekt der Verdunstungskühlung) regional auch positiv zum Klima beitragen.
Vorteile:
- Wasser zählt zu den regenerativen Rohstoffen, d. h., es wird nicht verbraucht
- Fossile Energieressourcen, wie Kohle, Erdöl und -gas werden geschont
- Unabhängigkeit von konventionellen Energieträgern
- Klimaschutz, da CO2-arm; bei Speicherkraftwerken mit extra dafür aufgefüllten Stauseen überwiegt der Klimaschutzeffekt aufgrund der veränderten Albedo durch die Speicherseen erst nach mehreren Jahren oder gar Jahrzehnten.[25]
- Anlagenteile sind nach Ende der Betriebszeit recyclebar
- Hochwasserschutz für Unterlieger
- Speicherseen sind gleichzeitig Speicher für Trinkwasser und für die Bewässerung in der Landwirtschaft
- Wasserkraft und variable Erneuerbare Energien ergänzen sich, womit der Bedarf an Speicher- oder Schattenkraftwerken reduziert werden kann
- Wasserkraft ist grundlastfähig

Nachteile:
- Durch die Ausleitung von Wasser wird die Wassermenge in der Gewässerstrecke zwischen Anstau und Wiedereinleitung unterhalb der Turbinen verringert. Diese Verringerung auf die sogenannte Restwassermenge stellt einen Eingriff in den Wasserhaushalt dar, wobei in einzelnen Fällen großräumige Veränderungen des ökologischen Gleichgewichts entstehen können.
- Ökologische Barriere: Fische[26][27] und Kleinstlebewesen können nicht mehr ihre gewohnten Wanderungen durchführen, oder sie sterben, wenn sie in die Turbinen eingezogen werden.
- Verringerte Fließgeschwindigkeit aufgrund des Gewässeraufstaus führt zu verringerter Sauerstoffkonzentration und Erhöhung der Wassertemperatur.
- Der Grundwasserspiegel im Bereich des Unterlaufs kann stark abnehmen, während er im Bereich der Aufstauung ansteigt. Je nach Art der Zusammensetzung von Flora und Fauna kann dies nachteilige Wirkungen auf deren Zusammenleben haben.
- Mit dem Geschieberückhalt ist eine Sedimentation oberhalb und eine verstärkte Erosion unterhalb der Staustufe verbunden.
- Wenn Flächen in warmen Regionen und mit viel Vegetation überflutet werden, kommt es durch Faulungsprozesse zur Emission der Treibhausgase Methan und Kohlenstoffdioxid.
- Bei Dammbruch besteht das Risiko einer Zerstörung des Lebensraums für Mensch und Natur.
- Beim Anlegen des Stauraums werden teilweise riesige Flächen überflutet, wobei auch der Lebensraum für Menschen verloren geht.

### Lösungsmöglichkeiten
Es gibt verschiedene Möglichkeiten, die Belange des Natur- und Gewässerschutzes zu achten. Die einfachste Möglichkeit, die Natur vor Eingriffen zu schützen, besteht darin, Eingriffe zu unterlassen. Deshalb sollten in erster Linie bestehende Wasserkraftanlagen ausgebaut werden und neue nur dort errichtet werden, wo bereits Stauanlagen vorhanden sind. Durch neuartige technische Verbesserungen der Anlagenteile kann man eine Leistungssteigerung erreichen und gleichzeitig die ökologische Situation verbessern. Die weitere Entwicklung besteht also im Ersatz und der Modernisierung bereits bestehender Anlagen. Durch das Erneuerbare-Energien-Gesetz in Deutschland wird für solche Fälle die Vergütung neuer oder modernisierter Anlagen so geregelt, dass sich der ökologische Zustand des Gewässers mit dem Bau oder der Modernisierung verbessern muss.
Außerdem muss auch der Natur- und Gewässerschutz stets beachtet werden. Solange aber die umweltrelevanten Aspekte berücksichtigt werden, steht dem Bau neuer Wasserkraftanlagen nichts entgegen. Durch verschiedene Gestaltungs- und Kompensationsmaßnahmen ist es möglich, die Ökologie eines Gewässers zu verbessern.
- Eine Mindestwasserabgabe an den Unterlauf und die Geschiebedurchgängigkeit zu gewährleisten ist zwingend notwendig.
- Fischtreppen sind Auf- und Abstiegshilfen oder Umgehungsgerinne für Fische. Sie zählen zu den entscheidenden Baumaßnahmen.
- Es gibt mittlerweile auch technisch verbesserte Turbinen, die es möglich machen, dass Fische sie meist unverletzt passieren können.
- Das Problem des geringen Sauerstoffgehalts kann durch sogenannte „Luft“-Turbinen gelöst werden, die Sauerstoff in das Gewässer eintragen.
- Eine möglichst naturnahe Gestaltung der Gewässer mit Strukturvielfalt im Staubereich, etwa durch Tief- und Flachwasserzonen, Altarme und Schotterbänke, führt zu einem natürlichen Gewässerprofil und verbessert die Habitate von Flora und Fauna.
- Um das landschaftliche Erscheinungsbild nicht zu zerstören, sollten die Anlagen harmonisch in die Landschaft eingegliedert werden.

### Kleine Wasserkraftwerke
Vielfach werden kleine Wasserkraftwerke als ökologisch verträglich angesehen. Dabei argumentieren Befürworter so, dass Anlagen, die nach neuesten Standards und fachgerecht gebaut seien, die Gewässer nicht belasten und diese teilweise durch den Bau von Fischtreppen oder durch Begleitmaßnahmen „ökologisch aufgewertet“ werden. Kritiker wenden dagegen vielfach ein, dass Kleinwasserkraftanlagen und damit verbundene Eingriffe wie Anstau, Verbauungen oder verminderte Restwassermengen insbesondere durch ihre Vielzahl und gestreute Verteilung in einem Flussgebiet schwere kumulative Eingriffe in die betroffenen Ökosysteme darstellten.

### Strom aus Abwasserkanälen
Einen gänzlich neuartigen Ansatz zur ökologisch weitgehend unbedenklichen Nutzung von Wasserkraft stellt der Einsatz speziell konstruierter Turbinen zur Erzeugung von Strom in Abwasserkanälen dar, bei denen sich selbst bei nachträglichem Einbau in bestehende Abwasserkanäle weder Eingriffe in das Landschaftsbild noch Beeinträchtigungen von Fischwegen ergeben. Zudem kann durch Nutzung von Abwasserkanälen die Stromproduktion aufgrund der flächenhaften Verbreitung von Abwasserkanälen dezentral und damit nahe an potenziellen Verbrauchern erfolgen.